# Steve Harley & Cockney Rebel
Steve Harley & Cockney Rebel war eine britische Glam-Rock-Band. Ihre größten Erfolge hatte sie in den 1970er Jahren unter anderem mit dem Nummer-eins-Hit Make Me Smile (Come Up and See Me) und der Ballade Sebastian. Der Sänger und Songwriter Steve Harley war der Kopf der Band, die verschiedene Besetzungen hatte.

## Geschichte
Die Band nannte sich in der ersten Besetzung ab 1973 lediglich Cockney Rebel, weitere Mitglieder der ersten Stunde waren neben Steve Harley Jean-Paul Crocker, Paul Avron Jeffries, Milton Reame-James und Stuart Elliott. Nach dem erfolgreichen Debütalbum The Human Menagerie (1973) und dem Nachfolger The Psychomodo (1974) mit den zwei Top-10-Singles Judy Teen und Mr. Soft löste Harley die Band auf.
Harley wurde aufgrund seines zuweilen egozentrischen Auftretens in der Musikpresse als schwieriger Charakter bezeichnet, auch weil er sich musikalisch in keine Schublade stecken lassen wollte. Nach einer Solosingle formierte er im folgenden Jahr eine neue Band, die er Steve Harley and Cockney Rebel nannte. Einzig Stuart Elliott blieb ihm von der alten Besetzung treu. Hinzu kamen Duncan MacKay, Jim Cregan und George Ford. Das Lied Make Me Smile (Come Up and See Me) handelt von dieser Trennungsphase.
Die Band fiel neben der Musik auch durch schrille Outfits auf den Plattencovern auf. Außerdem wurde die in der Rockmusik häufig verwendete E-Gitarre anfangs durch eine Violine ersetzt. Zu ihren bekanntesten Titeln zählt Sebastian, wobei dieser Song zwar keine vordere Chartplatzierung erreichte, bei Musikpolls allerdings auf den vorderen Plätzen landete, vor allem in Deutschland. Der größte kommerzielle Erfolg war Make Me Smile (Come Up and See Me), 1975 ein Nummer-eins-Hit in den britischen Charts. Auch mit Judy Teen und Mr. Soft konnte die Band Single-Erfolge feiern.
Bei den Titeln Sebastian und Death Trip wurde die Band von einem Orchester unterstützt. Diese beiden Stücke gelten als Beispiele des damals aufkommenden Symphonic Rock. Im Gegensatz zu einigen Retortenbands der damaligen Zeit konnten Cockney Rebel ihr Können auch auf der Bühne unter Beweis stellen. Aufnahmen der Tournee 1976/77 sind z. B. auf der Doppel-LP Face to Face Live zu hören.
Einige von Steve Harleys Liedern kann man in Filmproduktionen hören, so z. B. Sebastian und Tumbling Down in Velvet Goldmine oder Make Me Smile in The Full Monty (Ganz oder gar nicht). 1977 löste Harley Cockney Rebel erneut auf und verfolgte eine mäßig erfolgreiche Solokarriere. Er starb im März 2024.

## Diskografie

### Alben
| Jahr | Titel                           | Höchstplatzierung, Gesamtwochen, AuszeichnungChartsChartplatzierungen (Jahr, Titel, Platzierungen, Wochen, Auszeichnungen, Anmerkungen) | Anmerkungen                                           |
| Jahr | Titel                           | UK | Anmerkungen                                           |
| ---- | ------------------------------- | --- | ----------------------------------------------------- |
| 1973 | The Human Menagerie             | — | Erstveröffentlichung: November 1973 als Cockney Rebel |
| 1974 | The Psychomodo                  | UK8 Gold · (20 Wo.)UK | Erstveröffentlichung: 3. Juni 1974 als Cockney Rebel  |
| 1975 | The Best Years of Our Lives     | UK4 Gold · (19 Wo.)UK | Erstveröffentlichung: 24. März 1975                   |
| 1976 | Timeless Flight                 | UK18 Silber · (6 Wo.)UK | Erstveröffentlichung: 31. Januar 1976                 |
| 1976 | Love’s a Prima Donna            | UK28 Silber · (3 Wo.)UK | Erstveröffentlichung: 7. Oktober 1976                 |
| 1977 | Face to Face – A Live Recording | UK40 (4 Wo.)UK | Erstveröffentlichung: 19. Mai 1977                    |
| 2005 | The Quality of Mercy            | — | Erstveröffentlichung: 3. Oktober 2005 Steve Harley    |

Kompilationen
- The Cream Of (Best-of-Album, 2013, UK: Silber)

Soloalben
- Hobo with a Grin (1978)
- The Candidate (1979)
- Yes You Can (1992)
- Poetic Justice (1996)
- Stripped to the Bare Bones (Live; Unplugged, 1998)
- Anytime! (The Steve Harley Band, 2004)
- Stranger Comes to Town (2010)

### Singles
alle Songs geschrieben von Steve Harley, wenn nicht anders angegeben

| Jahr | Titel Album                                                    | Höchstplatzierung, Gesamtwochen, AuszeichnungChartplatzierungen (Jahr, Titel, Album, Platzierungen, Wochen, Auszeichnungen, Anmerkungen) | Höchstplatzierung, Gesamtwochen, AuszeichnungChartplatzierungen (Jahr, Titel, Album, Platzierungen, Wochen, Auszeichnungen, Anmerkungen) | Höchstplatzierung, Gesamtwochen, AuszeichnungChartplatzierungen (Jahr, Titel, Album, Platzierungen, Wochen, Auszeichnungen, Anmerkungen) | Anmerkungen |
| Jahr | Titel Album                                                    | DE | UK | US | Anmerkungen |
| ---- | -------------------------------------------------------------- | --- | --- | --- | --- |
| 1973 | Sebastian The Human Menagerie                                  | DE30 (1 Wo.)DE | — | — | Erstveröffentlichung: 31. Oktober 1973 als Cockney Rebel                                                                           |
| 1974 | Judy Teen –                                                    | — | UK5 (11 Wo.)UK | — | Erstveröffentlichung: 11. März 1974 als Cockney Rebel                                                                              |
| 1974 | Mr. Soft The Psychomodo                                        | — | UK8 (9 Wo.)UK | — | Erstveröffentlichung: 26. Juli 1974 als Cockney Rebel                                                                              |
| 1975 | Make Me Smile (Come Up and See Me) The Best Years of Our Lives | DE20 (8 Wo.)DE | UK1 Silber + Platin (Digital) · (19 Wo.)UK                                                                                               | US96 (3 Wo.)US | Erstveröffentlichung: 31. Januar 1975 mitproduziert von Alan Parsons in UK inklusive Wiedereintritten 1992, 1995, 2005, 2006, 2015 |
| 1975 | Mr. Raffles (Man, It Was Mean) The Best Years of Our Lives     | — | UK13 (6 Wo.)UK | — | Erstveröffentlichung: 16. Mai 1975                                                                                                 |
| 1976 | Here Comes the Sun Love’s a Prima Donna                        | — | UK10 (7 Wo.)UK | — | Erstveröffentlichung: 30. Juli 1976 Original: The Beatles (1969); Autor: George Harrison                                           |
| 1976 | Love Is a Prima Donna Love’s a Prima Donna                     | — | UK41 (4 Wo.)UK | — | Erstveröffentlichung: 15. Oktober 1976                                                                                             |
| 1979 | Freedom’s Prisoner The Candidate                               | — | UK58 (3 Wo.)UK | — | als Steve Harley Autoren: Jimmy Horowitz, Steve Harley                                                                             |
| 1983 | Ballerina (Prima Donna) –                                      | — | UK51 (6 Wo.)UK | — | |
| 1985 | Irresistible –                                                 | — | UK81 (5 Wo.)UK | — | Erstveröffentlichung: 28. Mai 1985                                                                                                 |
| 1986 | The Phantom of the Opera –                                     | — | UK7 (10 Wo.)UK | — | Sarah Brightman & Steve Harley Musik: Andrew Lloyd Webber; Text: Richard Stilgoe, Charles Hart, Mike Batt                          |

Weitere Singles
- Hideaway (als Cockney Rebel, 1974)
- Psychomodo (als Cockney Rebel, 1974)
- Tumbling Down (als Cockney Rebel, 1974)
- Big Big Deal (als Steve Harley, 1974)
- Black or White (1975)
- White, White Dove (1976)
- (Love) Compared with You (1976)
- The Best Years of Our Lives (live, 1977)
- Roll the Dice (als Steve Harley, 1978)
- Someone’s Coming (als Steve Harley, 1979)
- I Can’t Even Touch You (1982)
- Heartbeat Like Thunder (als Steve Harley, 1986)
- Whatever You Believe (Anderson, Harley & Batt, Benefizsingle, 1988)
- When I’m with You (als Steve Harley, 1989)
- Star for a Week (Dino) (als Steve Harley, 1993)
- A Friend for Life (als Steve Harley, 2001)
- The Last Goodbye (2006)
- Faith & Virtue (als Steve Harley, 2010)
- For Sale. Baby Shoes. Never Worn (als Steve Harley, 2010)
- Ordinary People (als Steve Harley, 2015)